# Rząd Grecji

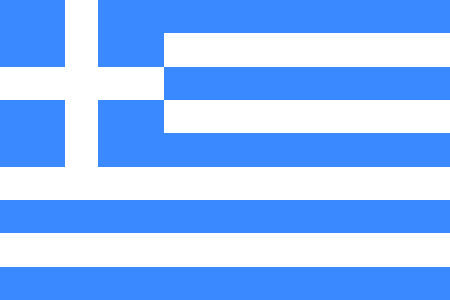
Na fladze Grecji

Rząd Grecji – Rada Ministrów złożona z ministrów oraz premiera. Ministrowie mianowani są przez prezydenta, dopomagającego premierowi w doborze kandydatów. Jako organ pomocniczy w parlamencie, zwoływana bywa Rada Republiki, w skład której wchodzą premier aktualny, byli premierzy oraz aktualni szefowie wszystkich klubów parlamentarnych. Rząd Grecji jest organem kolegialnym państwa greckiego odpowiedzialnym za definiowanie i kierowanie ogólną polityką kraju. Sprawuje on władzę wykonawczą obok prezydenta republiki i został powoływany przez gabinet (oficjalnie: Radę Ministrów), w którego skład wchodzą premier, ministrowie i wiceministrowie.

## Rząd premiera Aleksisa Tsiprasa 2015

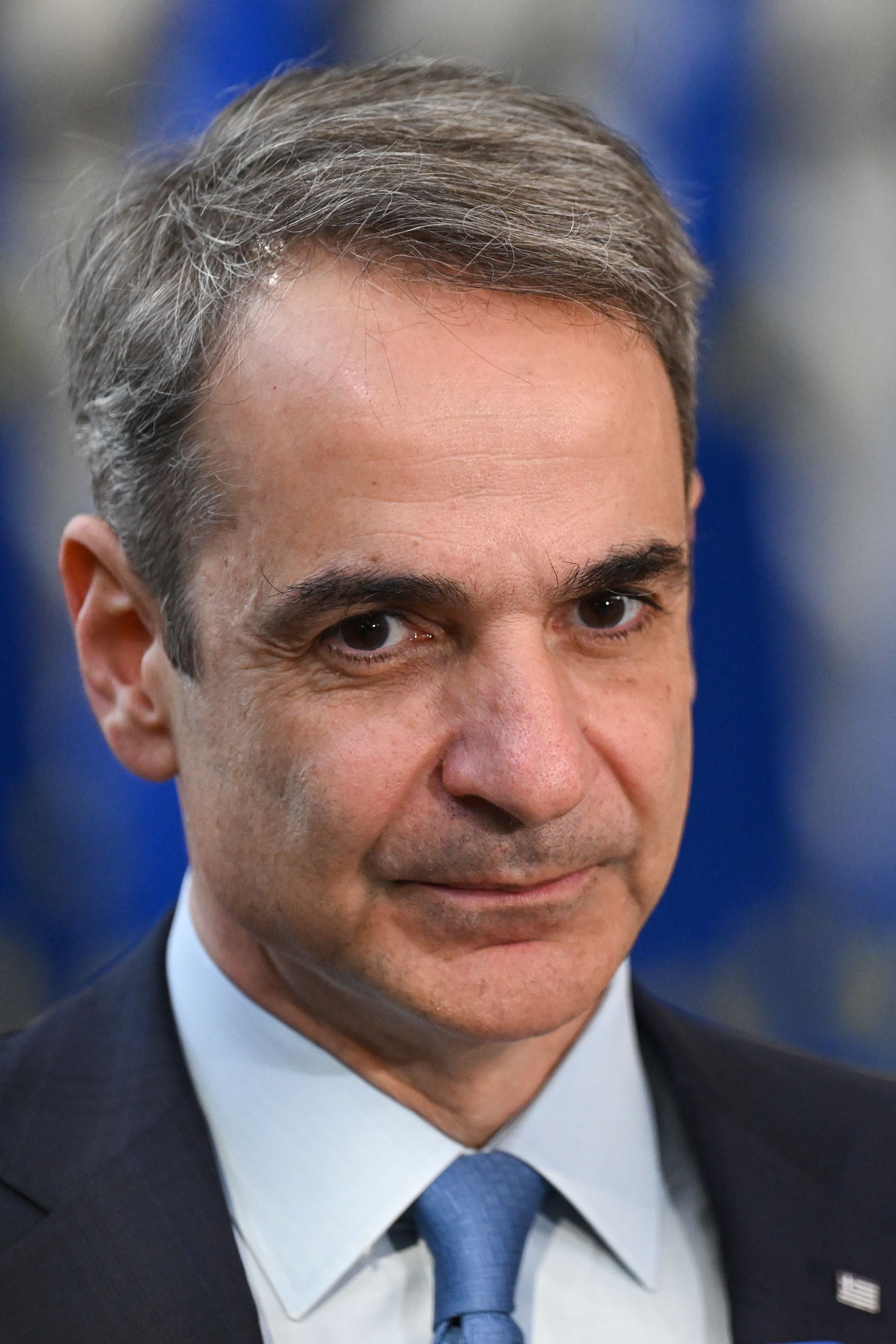
Premier Grecji - Kyriakos Mitsotakis

W dzień po wyborach parlamentarnych, 26 stycznia 2015 roku przywódca radykalnej, lewicowej partii SYRIZA, Aleksis Tsipras ogłosił utworzenie koalicyjnego rządu pod swym przewodnictwem. Dokonano redukcji liczby ministerstw z 19 do 10 i określając trzy stanowiska ministrów bezpośrednio przy urzędzie premiera (alternatywnie ten porządek określano w Grecji jako 11 ministerstw). Zapowiedziano niezwłoczną redukcję liczby wyższych stanowisk kierowniczych i doradczych. Zaprzysiężenie nowego rządu odbyło się tegoż dnia. Rząd niezwłocznie przystąpił do pracy, a zmiany dotyczące odpłatności za uspołecznioną służbę zdrowia, na prośbę rządu, główne media podały do wiadomości publicznej, już 26 stycznia wieczorem. Nowy premier odbył jeszcze tegoż dnia telefoniczną konsultację z Donaldem Tuskiem. W następnej kolejności, ograniczono łączną liczbę pracowników głównych kancelarii ministerstw i gabinetów ministerialnych, z 1.173 do 554.

## Rząd służbowy 2015
W związku z oczekiwaniem przyspieszonych wyborów parlamentarnych, w myśl greckiego porządku prawnego, 28 sierpnia 2015 władzę objął tzw. rząd służbowy (gr. η υπηρεσιακή κυβέρνηση), kierowany przez sędzinę Sądu Najwyższego, Wasiliki Tanu.

## Rząd Aleksisa Tsiprasa (2015-2019)
W niedzielę 20 września 2015 r. w Grecji odbyły się wybory parlamentarne. Stawką były wszystkie 300 miejsc w parlamencie greckim. Były to wybory przedterminowe, szóste od 2007 r., ponieważ nowe wybory miały się odbyć w lutym 2019 r.
Wrześniowe wybory zakończyły się dużym zwycięstwem Koalicji Radykalnej Lewicy (SYRIZA) Aleksisa Tsiprasa (145 miejsc w parlamencie). Tsiprasowi uformował rząd z prawicową partią Niezależna Grecja (ANEL). 

## Rządy premiera Kyriakosa Mitsotakisa (2019-obecnie)
Od 2019 premierem w Grecji jest Kyriakos Mitsotakis, będący przewodniczący Nowej Demokracji (centro-prawica). Jego pierwszy gabinet rządził krajem do 2023 r.
Drugi gabinet Kyriakosa Mitsotakisa został zaprzysiężony 27 czerwca 2023 r., po wyborach parlamentarnych przeprowadzonych dwa dni wcześniej. Kyriakos Mitsotakis, został zaprzysiężony na drugą kadencję jako premier Grecji 26 czerwca. Rząd składa się łącznie z 62 członków, w tym 22 ministrów, 4 zastępców ministrów i 35 wiceministrów. 18 z nich nie jest wybieranych przez parlament grecki, lecz wybieranych na podstawie ich umiejętności politycznych, naukowych lub technokratycznych.
Dwunastu członków rządu to kobiety.